# Kintetsu série 21000
La série 21000 (21000系, 21000-kei) est un type de rame automotrice électrique exploité par la compagnie Kintetsu entre Osaka et Nagoya au Japon.

## Description
La série comprend 11 exemplaires fabriqués par Kinki Sharyo. Les rames sont composées normalement de six voitures, mais deux voitures supplémentaires peuvent être rajoutées.
Une rame comprend une classe standard avec des rangées de quatre sièges (2+2) et une classe premium avec des rangées de trois sièges (2+1).

## Histoire
Les premières rames de la série 21000 "Urban Liner" ont été introduites le 18 mars 1988. La série a remporté un Blue Ribbon Award en 1989.
Les rames sont rénovées de 2003 à 2005 et sont alors nommées "Urban Liner Plus".

## Services
Les rames sont affectés aux services express Urban Liner circulant entre les gares de Osaka-Namba et Kintetsu-Nagoya via les lignes Kintetsu Namba, Osaka et Nagoya.

## Galerie photos

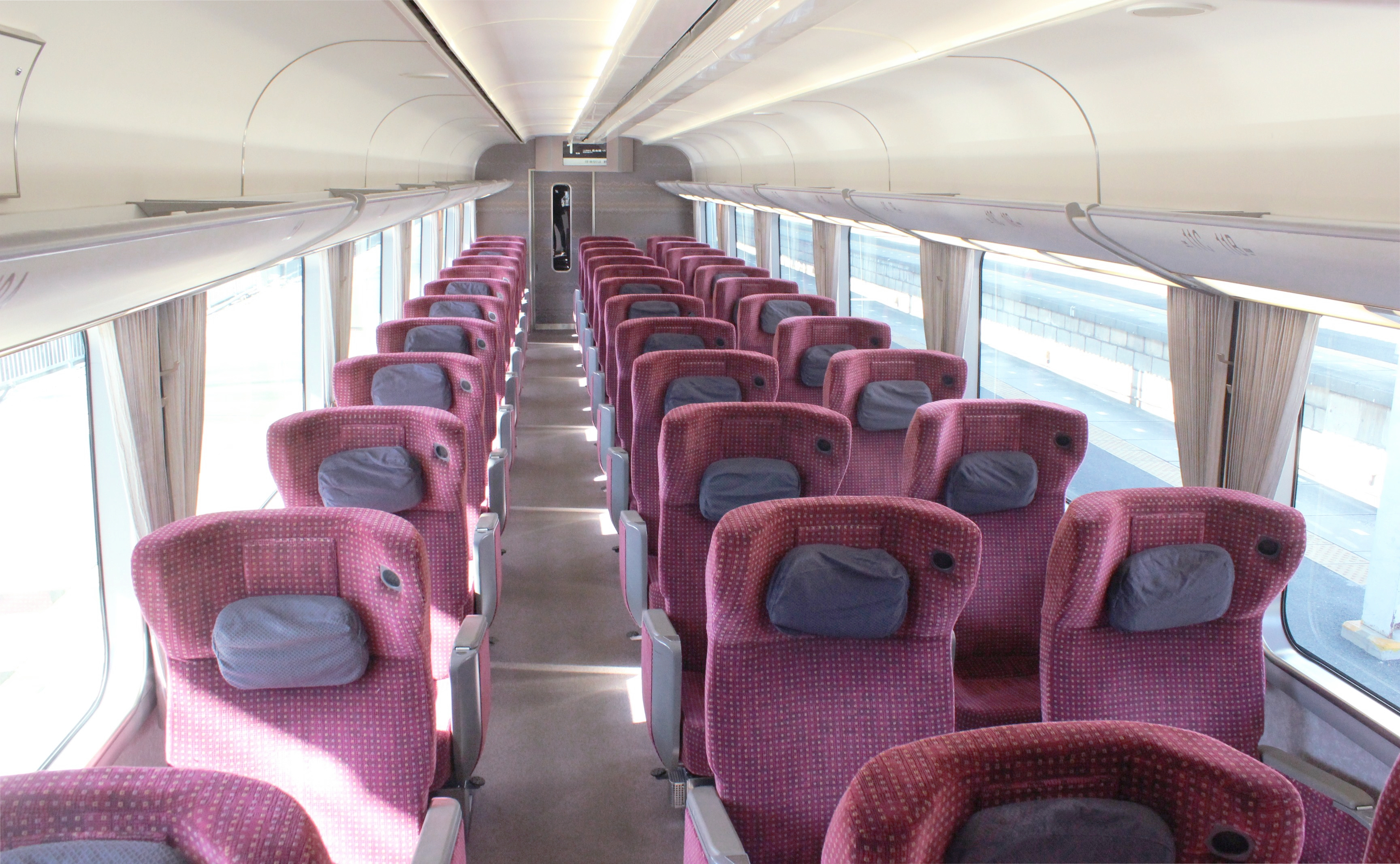
Intérieur de la classe Premium.
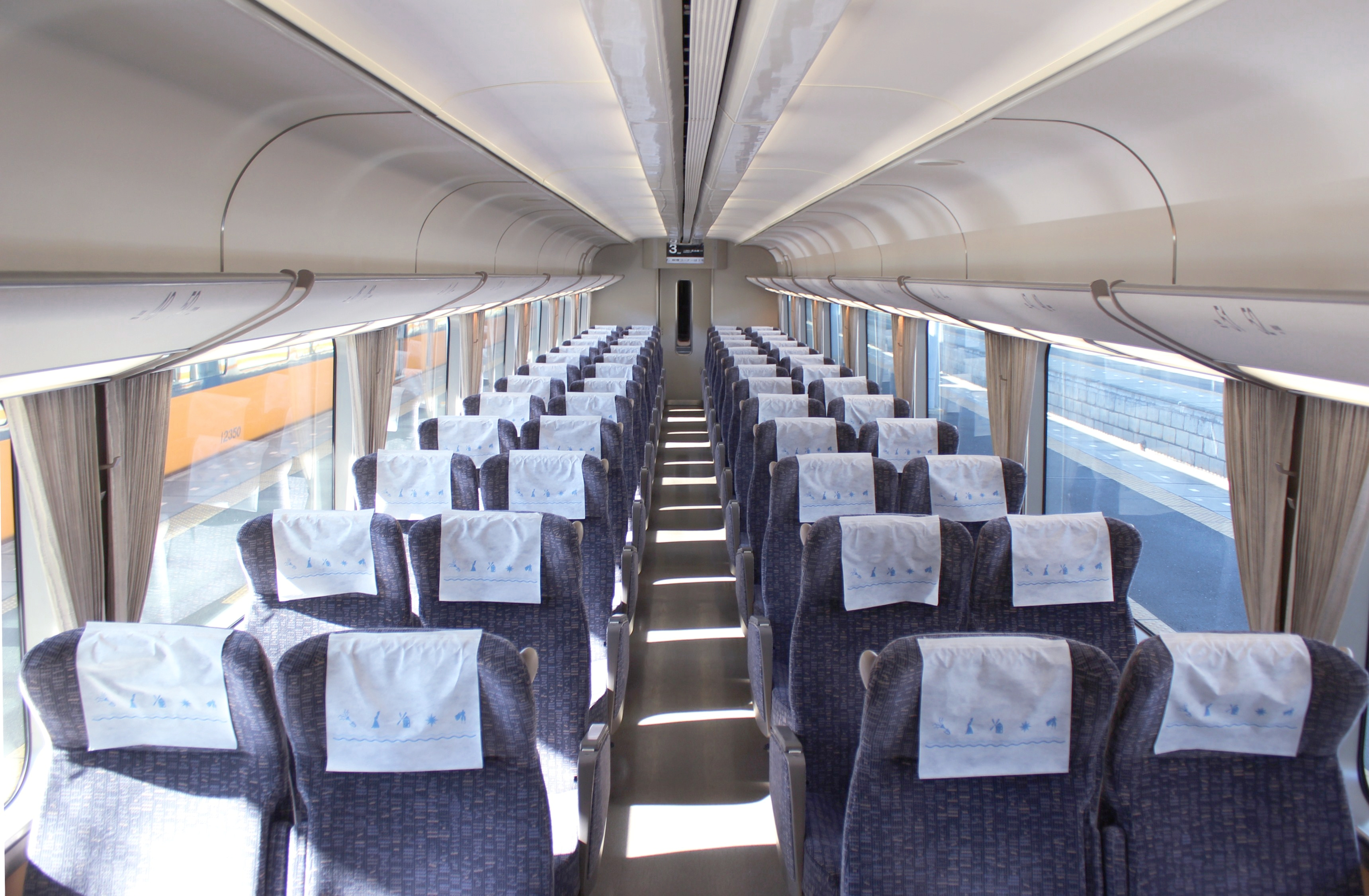
Intérieur de la classe standard.
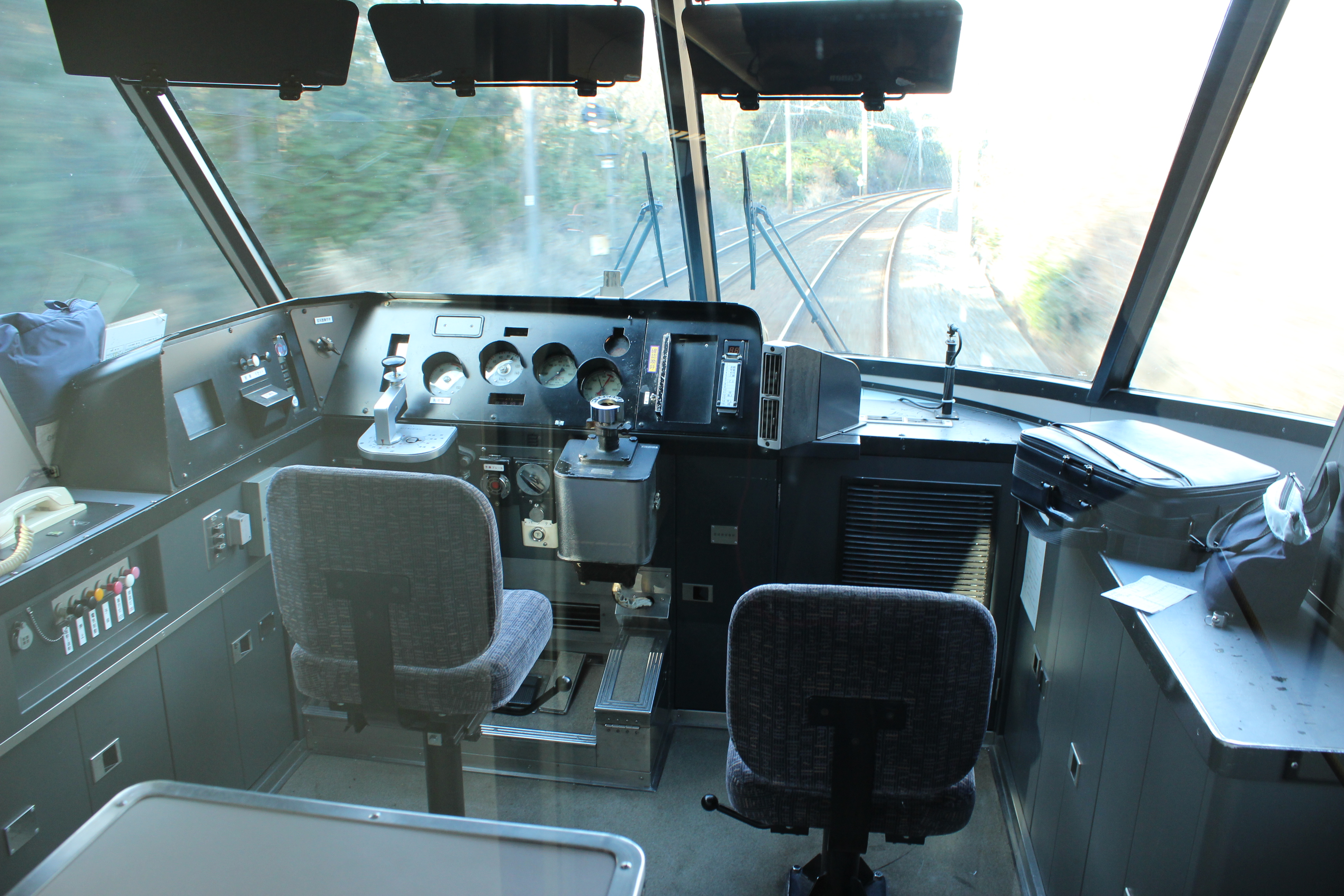
Cabine de conduite.